# Світовий конгрес русинів
Всесвітній конгрес русинів (русин. Світовий конґрес русинів / Svitovŷj Kongres rusyniv) — центральна подія міжнародної карпаторусинської громади. Її виконавчий комітет називається Всесвітньою радою русинів (Світовою радою русинів) і наразі налічує 10 членів: дев'ять представляють кожну з країн, де живуть русини, і один член, який голосує за посадою, є чинним головою Всесвітнього форуму карпаторусинської молоді.
Перший конгрес відбувся за ініціативою організації «Русинська оброда» і її шефа Василя Турка-Гетеша. Багаторічним головою Конгресу був Пол Роберт Магочі, який теперки має звання Почесного президента.

## Зустрічі
1. 1991 року, Меджилабірці, Словаччина[1]
2. 1993, Легниця, Польща
3. 1995, Руський Крстур, Сербія
4. 1997, Будапешт, Угорщина
5. 1999, Ужгород, Україна
6. 2001, Прага, Чехія
7. 2003, Пряшів, Словаччина
8. 23-25 липня 2005[2], Криниця-Живець, Польща
9. 21-24 липня 2007[2], Сигіт, Румунія
10. 2009, Руський Крстур, Сербія та Петрівці, Хорватія
11. 2011, Пілішсенткерест, Угорщина
12. 2013, Ужгород, Україна
13. 2015, Дева, Румунія
14. 2017, Осієк, Хорватія
15. 2019, Камйонка, окрес Стара Любовня, Словаччина
16. 2021, Криніца-Здруй, Польща
17. 2023, Новий Сад, Сербія
18. 2025, Бухарест, Румунія